# Чемпіонат Австрії з футболу 1932—1933
Чемпіонат Австрії 1932/33 проходив з 27 серпня 1932 по 3 червня 1933 року. Дванадцять клубів провели загалом 132 матчі. Вдруге переможцем турніру стала «Ферст Вієнна». До передостаннього туру конкуренцію їй складав «Рапід».
Найбільшу кількість очок на власному стадіоні набрав «Рапід» — 17. У гостях «Фірст Вієнна» здобула 10 перемог і один матч завершила внічию (21 очко з 22 можливих).
Серед бомбардирів найкращий результат показав Франц Біндер з «Рапіду», який забив 25 м'ячів. На три менше в активі Антона Шалля з «Адміри». По 19 голів на рахунку Йоганна Вальцгофера («Ваккер») і Гайнріха Гілтля («Вінер АК»).
26 лютого «Адміра» здобула найбільшу перемогу з великим рахунком. На власному полі постраждав «Флорідсдорфер» (0:7). З перевагою у п'ять забитих м'ячів завершилося чотири зустрічі: «Рапід» — «Ваккер» (7:2), «Адміра» — «Відень» (6:1), «Фірст Вієнна» — «Флорідсдорфер» (6:1), «Вінер АК» — «Брігіттенауер» (6:1). Найбільшу кількість забитих м'ячів зафіксовано у матчі «Адміра» — «Рапід» (4:7).
Найбільшу кількість глядачів — по 35000 — зібрали два матчі тринадцятого туру: «Вінер АК» — «Рапід» (3:1) і «Аустрія» — «Фірст Вієнна» (1:2).
Невдахою сезону став «Брігіттенауер», який поступився місцем у лізі клубу «Донау».

## Турнірна таблиця
| М  | Команда            | І  | В  | Н | П  | РМ      | О  |
| -- | ------------------ | -- | -- | - | -- | ------- | -- |
| 1  | «Ферст Вієнна»     | 22 | 16 | 3 | 3  | 52 — 26 | 35 |
| 2  | «Рапід»            | 22 | 15 | 2 | 5  | 65 — 35 | 32 |
| 3  | «Адміра»           | 22 | 11 | 3 | 8  | 63 — 42 | 25 |
| 4  | «Вінер АК»         | 22 | 10 | 3 | 9  | 46 — 41 | 23 |
| 5  | «Відень»           | 22 | 9  | 5 | 8  | 39 — 37 | 23 |
| 6  | «Аустрія»          | 22 | 9  | 3 | 10 | 37 — 45 | 21 |
| 7  | «Ваккер»           | 22 | 10 | 0 | 12 | 49 — 58 | 20 |
| 8  | «Хакоах»           | 22 | 9  | 1 | 12 | 30 — 41 | 19 |
| 9  | «Вінер Шпорт-Клуб» | 22 | 7  | 4 | 11 | 36 — 42 | 18 |
| 10 | «Флорідсдорфер»    | 22 | 6  | 5 | 11 | 35 — 47 | 17 |
| 11 | «Лібертас»         | 22 | 5  | 7 | 10 | 23 — 34 | 17 |
| 12 | «Брігіттенауер»    | 22 | 6  | 2 | 14 | 28 — 55 | 14 |

## Результати
| Команда              | БРІ | ФІВ | АУС | ФЛО | ХАК | ЛІБ | НІК | АДМ | РАП | ВАК | ВІН | ВШК |
| -------------------- | --- | --- | --- | --- | --- | --- | --- | --- | --- | --- | --- | --- |
| Брігіттенауер        |     | 0-3 | 1-2 | 3-2 | 0-4 | 1-0 | 1-3 | 1-4 | 1-2 | 3-1 | 0-3 | 2-1 |
| Ферст Вієнна         | 2-1 |     | 0-1 | 6-1 | 2-1 | 1-3 | 1-1 | 2-2 | 4-1 | 3-1 | 1-2 | 2-0 |
| Аустрія (Відень)     | 1-5 | 1-2 |     | 1-5 | 3-1 | 2-2 | 2-4 | 1-2 | 0-2 | 0-2 | 1-1 | 2-1 |
| Флорідсдорфер        | 4-0 | 2-3 | 0-2 |     | 3-2 | 1-2 | 2-0 | 0-7 | 1-2 | 3-2 | 0-1 | 0-3 |
| Хакоах (Відень)      | 3-0 | 1-3 | 4-1 | 1-0 |     | 2-0 | 0-0 | 1-0 | 0-4 | 2-3 | 0-2 | 3-1 |
| «Лібертас»           | 1-1 | 0-1 | 3-3 | 1-1 | 0-1 |     | 1-1 | 0-2 | 0-0 | 0-1 | 3-1 | 1-0 |
| ФК «Ніколсон» Ві́день | 1-1 | 1-2 | 2-0 | 2-2 | 4-0 | 3-0 |     | 1-4 | 2-1 | 2-6 | 2-0 | 0-0 |
| Адміра (Відень)      | 5-2 | 1-2 | 1-2 | 2-2 | 1-0 | 1-2 | 6-1 |     | 4-7 | 3-4 | 5-3 | 2-1 |
| Рапід (Відень)       | 3-0 | 2-3 | 0-2 | 1-1 | 5-2 | 5-1 | 2-1 | 4-2 |     | 7-2 | 3-1 | 5-3 |
| Ваккер (Відень)      | 1-4 | 2-3 | 2-3 | 3-1 | 5-1 | 2-1 | 1-4 | 3-2 | 1-4 |     | 4-3 | 1-2 |
| Вінер АК             | 6-1 | 1-5 | 3-1 | 2-2 | 4-0 | 0-1 | 2-1 | 1-5 | 3-1 | 4-1 |     | 2-3 |
| Вінер Шпорт-Клуб     | 3-0 | 1-1 | 2-6 | 1-2 | 0-1 | 4-3 | 2-2 | 3-1 | 1-4 | 3-1 | 1-1 |     |

## Бомбардири
1. Франц Біндер («Рапід») — 25
2. Антон Шалль («Адміра») — 23
3. Йоганн Вальцгофер («Ваккер») — 19
4. Гайнріх Гілтль («Вінер АК») — 18
5. Йозеф Адельбрехт («Вієнна») — 17
6. Густав Тегель («Вієнна») — 15
7. Франц Веселік («Рапід») — 15
8. Карл Штойбер («Адміра») — 14
9. Йозеф Біцан («Рапід») — 11
10. Маттіас Сінделар («Аустрія») — 11
11. Віктор Шпехтль («Аустрія») — 11

## Склад переможців турніру
| Основний склад | Кількість проведених матчів |
| --- | --------------------------- |
| Горешовський Райнер Шмаус Каллер Гофманн Маху Тегель Вортманн Брозенбауер Ердль Адельбрехт                                                                                             |                             |
| Карл Горешовський (22) |                             |
| Карл Райнер (22) |                             |
| Віллібальд Шмаус (20) |                             |
| Отто Каллер (19.2) |                             |
| Леопольд Гофманн (22) |                             |
| Леонард Маху (20.2) |                             |
| Антон Брозенбауер (22.4) |                             |
| Густав Тегель (17.15) |                             |
| Йозеф Адельбрехт (18.17) |                             |
| Зігмунд Вортманн (19.4) |                             |
| Франц Ердль (16.4) |                             |
| Інші гравці: ЗХ Йозеф Блум (3), Рудольф Шлауф (1), НП Фрідріх Гшвайдль (9.3), Франц Шенветтер (6), Франц Соботка (4.1), Леопольд Марат (1), Франц Явурек (1); тренер: Фердинанд Фрітум |                             |